# Jamal Sellami
Jamal Sellami (arab. جمال سلامي; ur. 6 października 1970 w Casablance) – były marokański piłkarz grający na pozycji obrońcy.
Grał w Olympique Casablanca, Raja Casablanca, Beşiktaş JK i MAS Fez.
Z reprezentacją Maroka wystąpił na Mistrzostwach Świata w Piłce Nożnej w 1998 roku.